# Jewelpet (franquia)
Jewelpet (ジュエルペット, Juerupetto) é uma franquia de mídia japonesa e linha de brinquedos criada em 2008 pela Sanrio e pela Sega Sammy Holdings, a ilustração foi feita por Yuko Yamaguchi, o terceiro designer da Hello Kitty. A franquia lançada originalmente dia 15 de janeiro de 2008, foi baseada em animais com nomes de joias, pedras zodiacais e minerais, que podem usar magia usando seus olhos.
Devido o sucesso da franquia, a Sanrio e a Sega Sammy Holdings expandiu a franquia Jewelpet no exterior. A franquia está sendo licenciada por Giochi Preziosi na Europa.
No Brasil os brinquedos foram licenciados pela Long Jump Brasil. Mas a série nunca foi exibida no Brasil. Os brinquedos foram licenciados em Portugal, actualmente a série é emitida em Portugal pelo Canal Panda com dobragem portuguesa.

## Enredo
Um dia, em uma loja de antiguidades, uma Jewel Box mágica que ficou lá por séculos começou a brilhar em cores muito vivas. Uma garota acidentalmente encontra a caixa e abre ela, causando uma estranha luz a brilhar e a menina é sugada para dentro da caixa. Agora ela está em um novo mundo estranho que brilha como joias. Foi escrito em um sinal que o nome é Jewel Land e a menina fica espantada, como tudo brilha em cores brilhantes e como é decorado com todos os tipos de joias. No centro da cidade, há uma torre estranha, também decorado com joias mágicas. A menina decide entrar na torre.
A menina foi saudada por uma Princesa que fica feliz ao ver a menina e oferece-lhe uma Jewel Apple. A menina aceita o presente e a joia na mão dela começa a brilhar, magicamente se transforma em um animal fofo. A princesa disse que a criatura que a menina tinha era chamada de Jewelpet, e cada uma delas viviam na Jewel Land. No entanto, ela também lhe disse a Jewel Land estava enfrentando uma crise com, por causa da magia do mundo estava começando a desaparecer. Ela disse para a menina que ela deve elevar o Jewelpet em um completo mago.
Jewel Land é o nome do mundo onde todas as Jewelpets vivem. Cada Jewelpet difere-se do seus mágicos Olhos Jewel e depende do parceiro humano que lhes desperta e usam a magia sempre que precisam. Estudam toda a magia juntamente com os seus parceiros em uma escola especial na Jewel Land para que se tornem mestre magos e tanto os animais de estimação e seus parceiros devem aguentar um monte de dificuldades e até mesmo problemas. Com cada cuidado os parceiros humanos dão aos seus Jewelpets, os animais de estimação amam-os de volta em troca.
Para um Jewelpet se tornar um mago completo, ele deve passar por um monte de treinamento rigoroso e estudar junto com seus parceiros humanos para impedir a crise na Jewel Land. Se um Jewelpet tornar-se um mago completo, eles serão recompensados com um mágico Jewel Cloak, como um símbolo de domínio sobre a sua magia.

## História
A franquia Jewelpet estreou dia 15 de janeiro de 2008, como o primeiro projecto de colaboração entre a Sanrio e a Sega Sammy Holdings. A franquia originalmente começou com 33 personagens e cada um deles foram os mais vendidos durante o verão daquele ano e cada um dos brinquedos têm recursos de conectividade na internet usando senhas especiais. Como a série entrou em seu primeiro ano, em 2009, sua primeira série de anime foi ao ar.
Em fevereiro de 2010, 600 tipos de mercadoria da série foram todos feitos com mais de 25 empresas licenciadas para a sua expansão no exterior e doméstica. Em 11 de março de 2010, o 34º Jewelpet, Labra, estreou oficialmente com os personagens da série. Os personagens fizeram sua estreia oficial como personagens alvos na Sanrio Puroland com seus dois primeiros musicais: Throbbing Jewelpet! Magical☆March (ジュエルペットのどきどき!マジカル☆マーチ, Juerupetto no dokidoki! Majikaru ☆ māchi) e Jewelpet and Cinnamon's Future Revolution! (ジュエルペットとシナモンのみらいレボリューション!, Juerupetto to shinamon nomi rai reboryūshon!). Além disso, após os personagens estrearem na Puroland, as visitas aumentaram em 17% durante o quarto trimestre de 2010.
Em dezembro de 2010, três novos Jewelpets oficialmente estreou na série: Angela, Charlotte e Jasper. Charlotte e Jasper foram ambos vencedores de um concurso de design de Jewelpet que foi realizado durante a exibição de Jewelpet Twinkle. Em 2011, o site da Webgurumi foi fechado e foi substituído por um novo site: Jewel Land Online. Em dezembro daquele mesmo ano, O personagem Sakuran fez sua estreia oficial na série ao lado de 11 novos personagens do novo subtítulo da série chamado Sweetspets. Sakuran também foi um vencedor do novo concurso de design de personagem, que foi realizada durante a exibição de Jewelpet Sunshine.
Em 31 de março de 2012, dois novos Jewelpets masculinos estreou na série: Coal e Granite. Jewel Land Online terminou seu serviço nessa data também. Em junho de 2012, o Puroland Musical Jewelpet Kira☆Deco! Musical (ジュエルペット きら☆デコッ!ミュージカル, Juerupetto kira ☆ deko! Myūjikaru) estreou em conjunto com a quarta série do anime. Em agosto de 2012, seu primeiro filme oficial foi lançado nos cinemas japoneses com a introdução do 13º Sweetspet, Gumimin.
Em janeiro de 2013 na revista Pucchigumi, da 40ª franquia de Jewelpet, Rossa foi revelada oficialmente.

## Mídia

### Brinquedos
A Sega Toys colaborou com a Sanrio para lançar uma linha de brinquedos de pelúcia com os personagens da série que foram lançados dia 15 de janeiro de 2008. Cada pelúcia de Jewelpet contém uma senha para acessar o site Web-Gurumi, um site especial no qual o cliente "adota" este animal de estimação no mundo virtual. Se o usuário não tiver a senha, o usuário não pode ter acesso ao site. As contas expiram dentro de um ano, a menos que um outro brinquedo Jewelpet seja comprado, e esse animal é adicionado à conta do usuário. Com a expansão das réplicas da série, brinquedos como o Jewel Stick, Jewel Charms, Jewel Pocketbook e Jewel Pods da série do anime foram feitos.

### Mercadoria
Tal como acontece com outras franquias dos personagens da Sanrio como Hello Kitty, Onegai My Melody, Sugarbunnies e Cinnamoroll, na franquia de Jewelpet a mercadoria consiste principalmente de artigos de papelaria, material escolar, bolsas, capas de chuva, guarda-chuvas, caixas bento e até mesmo brinquedos. Cada mercadoria lançada foram todas patrocinadas pela Sanrio, Sega e Bandai, ao longo de outras empresas também. A popularidade da série, em seguida, expandiu-se no exterior, como Hong Kong, Coreia do Sul e Europa.
Os jogo de cartas colecionáveis e o subproduto também foram lançados pela Bushiroad, os criadores dos jogo de cartas colecionáveis de Weiß Schwarz, Alice X Cross, e Cardfight!! Vanguard. Tanto o conjunto inicial e os boosters foram lançados dia 30 de julho de 2009.

### Anime
A adaptação em anime para a série foi produzida pelo Studio Comet e foi ao ar dia 5 de abril de 2009 na TV Osaka e na TV Tokyo, substituindo Onegai My Melody Kirara★ em sua programação. A série também foi ar em Taiwan na YOYO TV, e estreando na programação de Boing no bloco de programação do canal Telecinco da Espanha em abril de 2010. Em fevereiro de 2011 a série foi ao ar na Itália pelo canal Italia 1. A segunda série intitulada Jewelpet Twinkle☆ (ジュエルペット てぃんくる☆, Juerupetto Tinkuru☆) foi ao ar na TV Tokyo doa 3 de abril de 2010 e concluiu a sua transmissão em 2 de abril de 2011. A terceira série intitulada Jewelpet Sunshine (ジュエルペット サンシャイン, Juerupetto Sanshain) estreou dia 9 de abril de 2011. A quarta série intitulada Jewelpet Kira☆Deco! (ジュエルペット きら☆デコッ！, Juerupetto Kira☆deko!) foi lançada dia 7 de abril de 2012 e terminou em 30 de março de 2013. A quinta série intitulada Jewelpet Happiness (ジュエルペット ハッピネス, Juerupetto happinesu) foi revelada pela primeira vez na edição de março da Pucchigumi e foi ao ar dia 6 de abril de 2013 e terminou em 29 de março de 2014. A sexta série intitulada Lady Jewelpet (レディジュエルペット, Redijuerupetto) foi anunciada pela Sanrio, através do Twitter oficial do anime que estreou dia 5 de abril de 2014.
Os desenhos dos personagens de Jewelpets e os personagens humanos foram feitos por Tomoko Miyakawa de Onegai My Melody na primeira e quarta temporada. Yukiko Ibe, o designer dos personagens de Nanatsuiro Drops lidou com os desenhos dos personagens humanos para a segunda série, enquanto Mariko Fujita, a designer dos personagens de Galaxy Angel lidou com os desenhos dos personagens humanos para a terceira série.
Em Portugal a primeira temporada estreou dia 1 de janeiro de 2011, a segunda temporada dia 1 de janeiro de 2012, a terceira temporada dia 1 de Janeiro de 2013 e a quarta temporada dia 2 de janeiro de 2014 e a quinta temporada está prevista para julho de 2015, todas emitida pelo Canal Panda com dobragem portuguesa.

### Filme
Um filme de longa-metragem intitulado Jewelpet the Movie: Sweets Dance Princess (映画ジュエルペット スウィーツダンスプリンセス, Eiga Juerupetto: Suwītsu Dansu Purinsesu), foi dirigido por Hiroaki Sakurai (Director de Daa! Daa! Daa! e Cromartie High School) e produzido pelo Studio Comet e Toho, e lançado dia 11 de agosto de 2012.

### Livros

Mangá da light novel Jewelpet: The Fuss in the Jewel Festival!? de Tsubasa Bunko, que reúne os principais Jewelpets e o personagem exclusivo Lollip.

Os livros de histórias oficiais e os livros de referência também foram publicados pela Shogakukan durante o lançamento do série a cada ano. Dois mangás derivados também foram criados, e cada um foram publicados durante a exibição da série do anime. A primeira foi serializada na revista Shōjo Pucchigumi com as ilustrações de Mako Morie em 2009. A primeira série terminou no mesmo ano. Em 28 de dezembro de 2009, um segundo mangá foi, então, serializado na revista Shōjo Ciao com ilustrações e a história de Sayuri Tatsuyama entre a permissão da Sanrio e Sega Toys. O mangá foi executado entre fevereiro de 2010 até setembro de 2010.
Uma light novel oficial intitulada Jewelpet: The Fuss in the Jewel Festival!? (ジュエルペット: ジュエルフェスティバルはおおさわぎ!?, Juerupetto: Juerufesutibaru wa ōsawagi!?) foi lançada como parte da Light Novel Infantil de Tsubasa Bunko na Kadokawa dia 15 de maio de 2012, escrita por Hiroko Kanasugi e ilustrada por POP. Nela introduz um personagem exclusivo para a história, uma Jewelpet chamada Lolip (ロリップ, Rorippu) e a história gira em torno de suas experiências e a ligação com com Ruby e seus amigos durante a preparação do Festival Jewel na Jewel Land.
Um livro guia oficial para comemorar a terceira série também foi publicada pela Yousensha, intitulada Jewelpet Sunshine FANBOOK (ジュエルペット サンシャインFANBOOK, Juerupetto Sanshain FANBOOK).  O livro é parte da colecção de Otoma Anime e contém perfis dos personagens, um esboço da história, uma introdução ao mundo das Jewelpet, uma lista de músicas usadas na série e entrevistas, tanto do elenco e membros da equipe da série. O livro foi publicado em 2 de Junho de 2012.

### Jogos
Sete jogos de vídeo também foram feitos para combinar com os brinquedos e a franquia do anime, três foram para o Nintendo DS, e três para o Nintendo 3DS e um para os fliperamas no Japão.

### Eventos
Vários musicais foram realizados na Sanrio Puroland e na Sanrio Harmonyland, com as sete principais Jewelpets, Ruby, Sapphie, Garnet, Labra, Angela, Charlotte, Jasper e Rossa. Alguns dos musicais também apresentam outros personagens da Sanrio. Um musical baseado no arco de Kira Deco do anime estreou no Japão em Junho de 2012.

## Recepção
Jewelpet ficou classificado em 3º lugar no Questionário Infantil da Bandai em junho de 2010, devido à sua popularidade com as crianças de 6 a 8 anos de idade do sexo feminino e as mais velhas também. A franquia dos personagens é também uma das top 15 altamente votadas na Franquia de Personagem Sanrio no 26º Ranking de Personagem Sanrio em 2011, classificando em 14º lugar. Tornou-se o sexto altamente votado na franquia de personagem tanto nos dias 27 e 28 da Classificação de Personagens da Sanrio.
O primeiro anime de Jewelpet ficou classificado em 7º na Pesquisa de Vídeo de Kanto, em 27 dezembro de 2009 a 3 de janeiro de 2010, após os episódios 39 e 40 serem exibidos. A sua sequência recebeu aclamação da crítica dos fãs e críticos, fazendo o primeiro anime da Sanrio financiado apelar em todos os dados demográficos. A personagem principal da série, Akari Sakura também é classificada em 6º na Megahouse como Excelente Modelo da Sério em seu 10º Aniversário na enquete.
No comunicado de imprensa pela Sega Toys em 1 de outubro de 2012, o Jewel Pod Diamond vendeu cerca de 160.000 unidades em menos de dois meses desde o seu lançamento e chegou ao topo das paradas como brinquedo de menina mais vendido no Japão. A empresa teve a venda alvo de 400.000 no final do ano e terá um total de 700.000 unidades vendidas em todos os três Jewel Pods.